# Оберн (Мен)
Оберн (англ. Auburn) — місто (англ. city) в США, в окрузі Андроскоґґін штату Мен. Населення — 24 061 особа (2020).

## Географія
Оберн розташований за координатами 44°5′4″ пн. ш. 70°14′59″ зх. д. / 44.08444° пн. ш. 70.24972° зх. д. (44.084537, -70.249649).  За даними Бюро перепису населення США в 2010 році місто мало площу 170,27 км², з яких 153,66 км² — суходіл та 16,60 км² — водойми.

## Демографія
Згідно з переписом 2010 року, у місті мешкало 23 055 осіб у 9974 домогосподарствах у складі 5818 родин. Густота населення становила 135 осіб/км².  Було 11016 помешкань (65/км²).
Расовий склад населення:
| - 93,7 % — білих - 2,5 % — чорних або афроамериканців - 0,9 % — азіатів - 0,4 % — корінних американців |

До двох чи більше рас належало 2,1 %. Частка іспаномовних становила 1,5 % від усіх жителів.
За віковим діапазоном населення розподілялося таким чином: 22,1 % — особи молодші 18 років, 62,7 % — особи у віці 18—64 років, 15,2 % — особи у віці 65 років та старші. Медіана віку мешканця становила 39,9 року. На 100 осіб жіночої статі у місті припадало 93,4 чоловіків;  на 100 жінок у віці від 18 років та старших — 90,1 чоловіків також старших 18 років.
Середній дохід на одне домашнє господарство  становив 62 187 доларів США (медіана — 46 760), а середній дохід на одну сім'ю — 79 187 доларів (медіана — 61 852). Медіана доходів становила 45 400 доларів для чоловіків та 35 745 доларів для жінок. За межею бідності перебувало 16,1 % осіб, у тому числі 21,8 % дітей у віці до 18 років та 9,8 % осіб у віці 65 років та старших.
Цивільне працевлаштоване населення становило 11 067 осіб. Основні галузі зайнятості: освіта, охорона здоров'я та соціальна допомога — 27,1 %, роздрібна торгівля — 15,0 %, мистецтво, розваги та відпочинок — 11,1 %, виробництво — 9,9 %.